# Daniel Hausig
Daniel Hausig (* 1959 in Kreuzlingen) ist ein Schweizer Künstler und Hochschullehrer mit dem Schwerpunkt Licht-, Foto- und Installationskunst sowie Intermedia.

## Leben und Werk
Daniel Hausig studierte an der Schule für Gestalten Bern Restaurierung sowie an der Hochschule für bildende Künste Hamburg Freie Kunst. Von 1989 bis 1992 war er Mitglied der Schweizer Künstlergruppe Projekt Querschnitt der u. a. auch Lorenz Spring, Stefan Haenni, Dominik Stauch und Peter Wüthrich angehörten. 1999 wurde Hausig zum Professor für Malerei und Intermedia an die Hochschule der Bildenden Künste Saar in Saarbrücken berufen. Disziplinübergreifend entwickelte er Projekte, die Licht als Material und Medium untersuchten. Die Spannbreite der Projekte reichte von der großflächigen Video-Projektion bis zur Lichtinstallationen im öffentlichen Raum oder in Museen.
Hausig lebt in Hamburg und Saarbrücken.

## Ausstellungen (Auswahl)

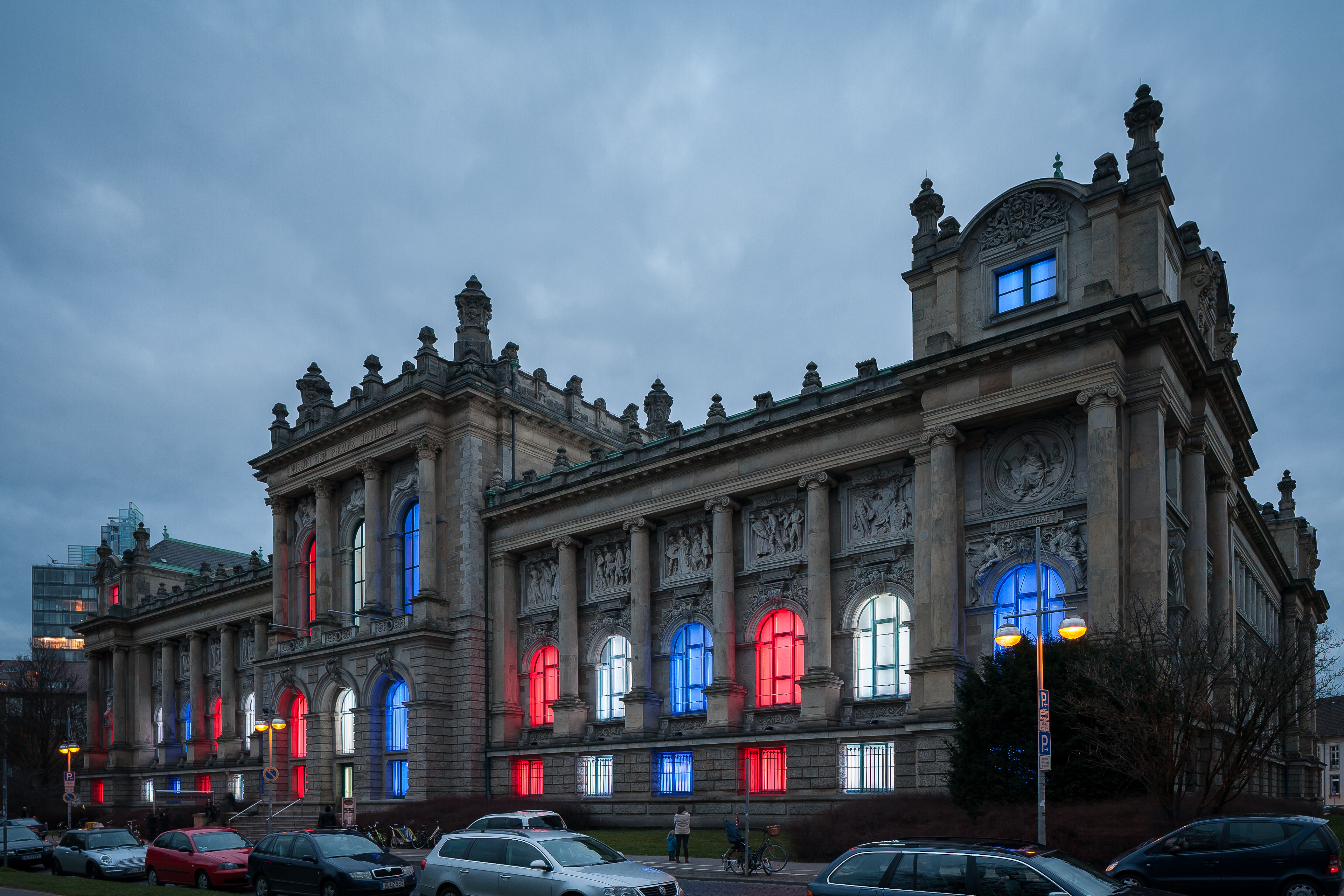
Lichtinstallation „Farbdepesche“ am Niedersächsischen Landesmuseum in Hannover (Foto: 2014)

- 2024: Daniel Hausig. Sunset Guest House, Moderne Galerie des Saarlandmuseums, Saarbrücken
- 2016: Installation „Metamere Farben“ im Rahmen der Ausstellung SWITCH, Zentrum für Internationale Lichtkunst, Unna[5]
- 2014: Lichtinstallation „Farbdepesche“, Niedersächsisches Landesmuseum, Hannover
- 2008/2013: Installation „Schwimmreifen“, Kunsthalle Arbon, Arbon[6]
- 2008/2009: Installation „licht.bad“, Kunstmuseum Heidenheim[7]
- 2006/2007: Ausstellungsbeteiligung „On/Off“ mit Christina Kubisch, Antonia Low, Tobias Rehberger, Veit Stratmann im Saarland Museum, Saarbrücken[8]
- 2005/2006: Ausstellungsbeteiligung „Lichtkunst aus Kunstlicht“, Zentrum für Kunst und Medientechnologie (ZKM), Karlsruhe[9]
- 2002: Lichtinstallation „Anleitung zum Stromdiebstahl“, Lichtrouten Lüdenscheid
- 2000: Installation „Boxenstop“, Lichtparcours, Braunschweig[10]
- 1991: Kunsthalle Erfurt, Querschnitt – Junge Kunst aus dem Kanton Bern

## Publikationen
- Kunstmuseum Celle (Hg.): Scheinwerfer – Lichtkunst in Deutschland im 21. Jahrhundert. Kerber Verlag Bielefeld 2015. ISBN 978-3-7356-0056-1.
- xm:lab: Intermediäre Positionen zwischen Malerei und Mapping - Light_Act_Project Berliner Promenade 2014. HBKsaar Saarbrücken 2014.
- Hausig, Daniel: Farblicht-Räume. Kettler Verlag Dortmund 2010. ISBN 978-3-86206-006-1.

## Presse
- Sonja Fröhlich: Lichtgestalt(er) am Landesmuseum / Der Schweizer Kunstprofessor Daniel Hausig signalisiert mit seiner Installation „Farbdepeche“ im Landesmuseum den baldigen Beginn der Ausstellungen zur Personalunion, in: Hannoversche Allgemeine Zeitung vom 15. Januar 2014, online zuletzt abgerufen am 20. Mai 2014